# Jumilla
Jumilla település Spanyolországban, Murciában. Jumilla Abarán, Abanilla, Fortuna, Cieza, Hellín, Albatana, Ontur, Fuente-Álamo, Montealegre del Castillo, Yecla és Pinoso községekkel határos. Lakosainak száma 27 263 fő (2024).

## Népesség
A település népessége az elmúlt években az alábbi módon változott:
| Lakosok száma | 22 250 | 23 958 | 24 596 | 25 685 | 25 711 | 25 476 | 25 672 | 25 600 | 26 596 | 27 263 |
|               | 2001   | 2004   | 2007   | 2009   | 2012   | 2014   | 2017   | 2019   | 2022   | 2024   |